# Бахмуров, Пётр Васильевич
Пётр Васильевич Бахмуров (июнь 1902, д. Русский Урмат, Казанская губерния — июнь 1976, Москва) — советский государственный и партийный деятель. Депутат Верховного Совета РСФСР (1938—1947).

## Биография
В 1919 окончил педкурсы в Казани. Работал учителем в Абзябарской средней школе.
С 1920 по 1927 — секретарь, ответственный секретарь, председатель волисполкома Арского кантона. Член РКП(б) с 1925 г.
В 1927—1937 учился и работал в Казани и Москве. С октября 1937 начальник Главного управления трамваев и троллейбусов Наркомата коммунального хозяйства РСФСР.
С мая 1938 председатель исполкома Челябинского областного Совета депутатов трудящихся. 7 декабря того же года освобожден по причине «слабой борьбы с последствиями вредительства в сельском хозяйстве». Отозван в распоряжение ЦК ВКП(б).
В 1938—1940 начальник Главного энергетического управления Наркомхоза РСФСР. В 1940—1951 секретарь Президиума Верховного Совета РСФСР. В 1951—1953 зам. председателя Вологодского облисполкома. С 1953 старший консультант Госарбитража.
Депутат Верховного Совета РСФСР (1938—1947).